# Coleophora berlandella
Coleophora berlandella é uma espécie de mariposa do gênero Coleophora pertencente à família Coleophoridae.